# Human Betterment Foundation

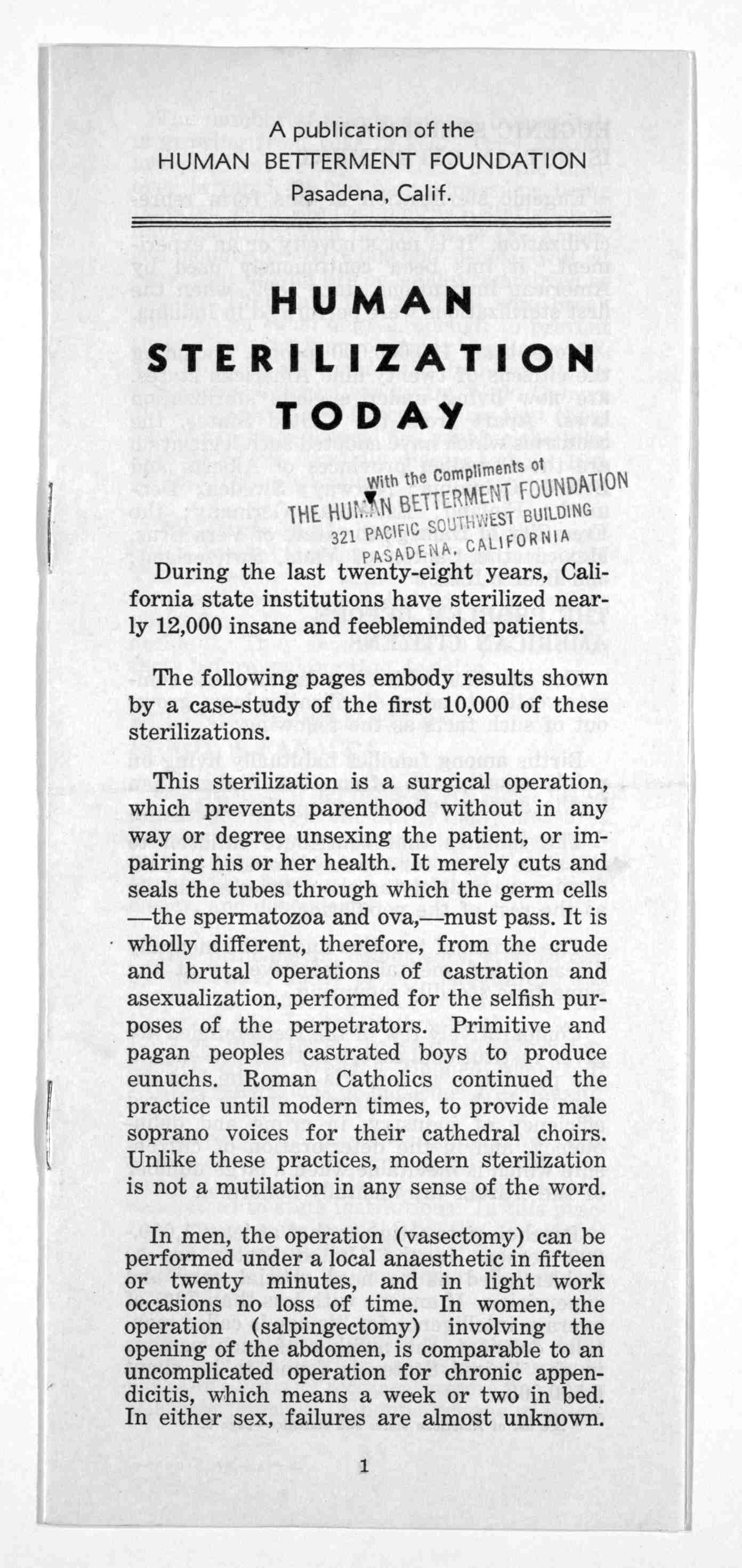

Die Human Betterment Foundation (HBF; deutsch: Stiftung für Verbesserung des Menschengeschlechts) war eine eugenische Gesellschaft in den USA.
Die HBF wurde 1928 von E.S. Gosney in Pasadena, Kalifornien gegründet. Er stand der Stiftung auch als Präsident vor. Die Gesellschaft trat für die Zwangssterilisation von unterdurchschnittlich intelligenten Personen ein.
Ursprünglich bestand das Kuratorium aus Henry M. Robinson (einem Banker aus Los Angeles), George Dock (einem Arzt aus Pasadena), David Starr Jordan (Rektor der Stanford University), Charles Goethe (Philanthrop aus Sacramento), Justin Miller (Dean des College of law at the University of Southern California), Otis Castle (Rechtsanwalt aus Los Angeles), Joe G. Crick (Gemüsegärtner aus Pasadena) und Paul Popenoe (Biologe, Direktor des Instituts für Familienforschung in Los Angeles, Kalifornien). Spätere Mitglieder waren der Intelligenzforscher Lewis Terman, William B. Munro (Harvard-Professor für Politikwissenschaften), Herbert M. Evans (Professor für Anatomie in Berkley) and Samuel J. Holmes (Zoologe).
E. S. Gosney starb 1942. Daraufhin löste seine Tochter die Gesellschaft auf und das Geld floss in den Gosney research fund des California Institute of Technology.